# Place Mazas
Pour les articles homonymes, voir Mazas.
La place Mazas est une voie du 12e arrondissement de Paris.

## Situation et accès

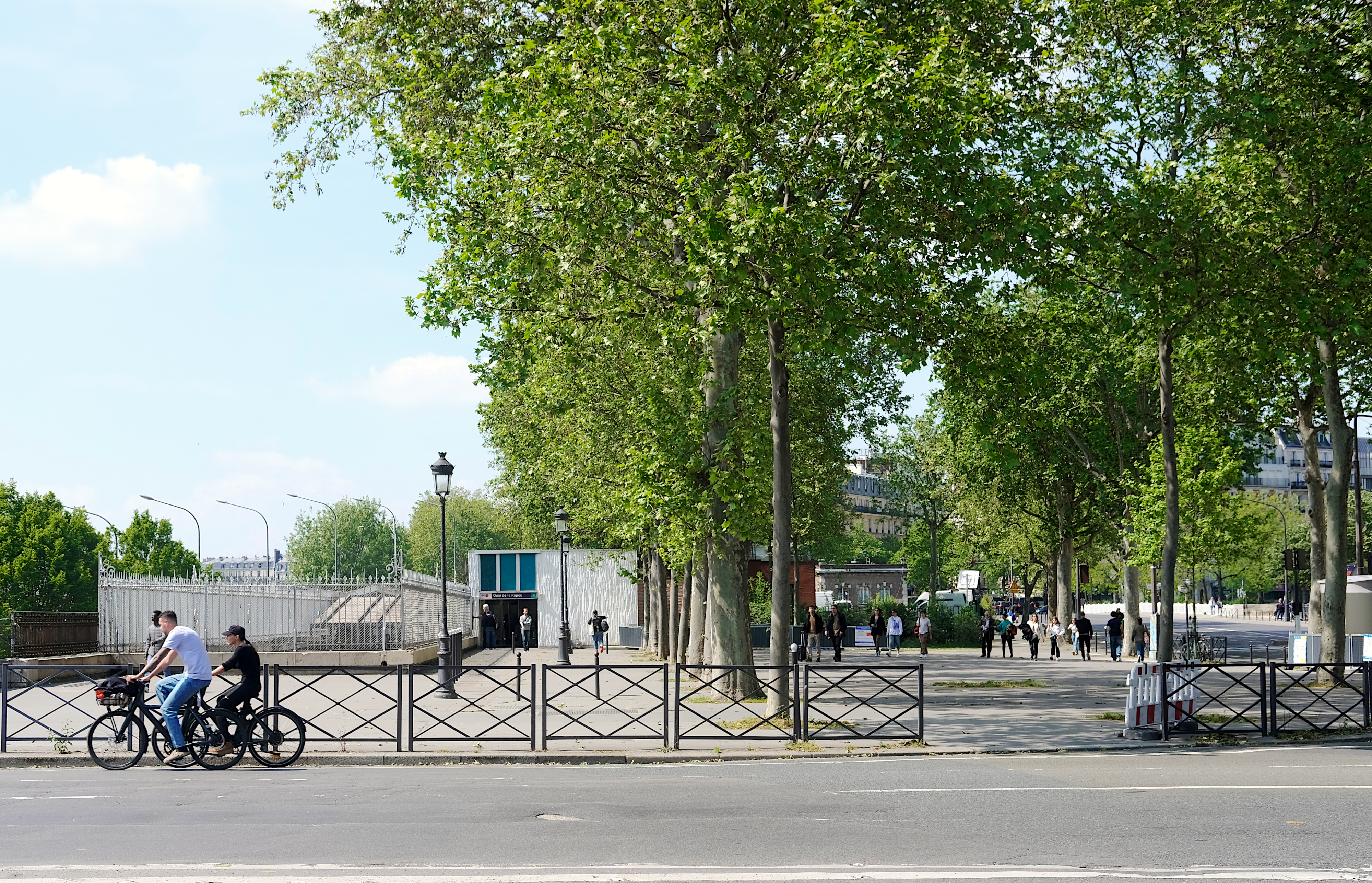
La place Mazas (côté ouest).

La place Mazas localisée dans le quartier des Quinze-Vingts, est située le long du quai de la Rapée, au niveau du pont d'Austerlitz, entre le boulevard Diderot et le boulevard de la Bastille.

## Origine du nom
Cette place est dénommée en l'honneur de Jacques François Marc Mazas (1765-1805), colonel du 14e régiment d'infanterie de ligne mort à la bataille d'Austerlitz.

## Historique
Le décret prévoyait la formation d’une place demi-circulaire qui n’a pas été exécutée. Elle reçoit le nom de « place du Colonel-Mazas » par le décret du 14 février 1806. L’odonyme s’est simplifié en « place Mazas ». L'espace dégagé de la tête  de pont forme alors deux grandes esplanades plantées symétriquements  sur la rive droite de la Seine. La construction de la ligne 5 du métro et la localisation de la station Quai de la Rapée ont modifié ce dispositif au début du XXe sans remettre en cause sa géométrie.
Un décret du 19 mai 1913 a déclassé la partie est de la place en vue de la construction de l’Institut médico-légal de Paris (IML) et de la création du square Albert Tournaire.
Jusqu'en 1952, la partie ouest de place Mazas s'agrémentait d'un joli jardin à la française du côté de la station Quai de la Rapée. Ce jardin réalisé à la fin des années 1920 a été détruit  lors de l'élargissement de la chaussée et du pont rail franchissant l'écluse puis la construction de la voie Georges Pompidou et remplacé par un parking automobile pendant quarante ans.
La place Mazas a fait l'objet en 2016 d'une consultation  lancée à l'initiative de la Mairie de Paris dans le cadre de l'appel à projet « Réinventer la Seine ». Le projet retenu dans le cadre de cette consultation prévoit notamment la construction d'un immeuble de 7 étages de logements  en coliving et des espaces d'animation d'ici 2021. La concertation sur ce projet est en cours.

## Bâtiments remarquables et lieux de mémoire
Au débouché du boulevard de la Bastille, se tenait, à partir de 1885, le panorama de la Bastille. Il avait l’apparence d’un cirque muni d’une coupole surmonté d’un belvédère. Il montrait tout Paris, le jour de la prise de la Bastille et une exposition sur les différents moyens d’employer la torture et la mise à mort. L’établissement disparut en 1902.
- Au no 1, jolie maison éclusière.
- Au no 2 se trouve l’Institut médico-légal (IML), remplaçant depuis 1923 l'ancienne morgue de l'île de la Cité.
- Le square Albert-Tournaire (1862-1958), nommé en mémoire de cet architecte en chef de l'Exposition coloniale internationale de 1931 et créateur de l'institut médico-légal.